# Charlie Whiting

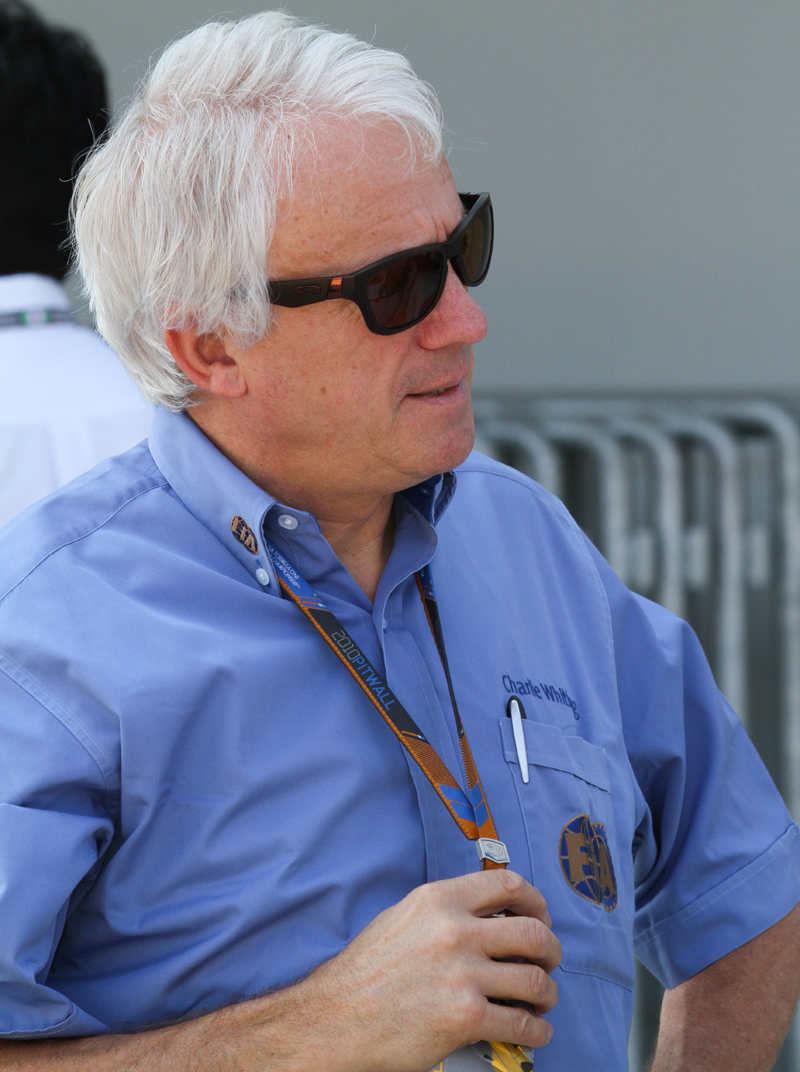
Charlie Whiting beim Großen Preis von Japan 2010.

Charles „Charlie“ Whiting (* 12. August 1952 in Sevenoaks, Kent, England; † 14. März 2019 in Melbourne, Australien) war ein britischer Motorsportfunktionär, der als Renndirektor der FIA, Sicherheitsbeauftragter und Leiter der technischen Abteilung der Formel 1 tätig war. In dieser Funktion koordinierte er auch hauptsächlich die Logistik der Formel-1-Rennen, inspizierte vor jedem Grand Prix im Parc fermé die Autos, setzte die FIA-Regeln durch und bediente die Signalanlage, die jedes Rennen startet.

## Karriere
In seinem ersten Beruf assistierte er seinem Bruder Nick beim Vorbereiten von Touren- und Rallyewagen in der Nähe des Brands Hatch Circuit, einer Motorsport-Rennstrecke in England. Mitte der 1970er Jahre arbeiteten die Brüder beim Formel 1 Team Surtees für die Rennfahrerin Divina Galica. In der Saison 1977 trat Whiting Hesketh Racing bei. Nach dem Niedergang des Teams wechselte er zu Bernie Ecclestones Brabham-Formel-1-Team bei Weybridge, wo er das folgende Jahrzehnt blieb und seit den Erfolgen von Nelson Piquet, der 1981 und 1983 Formel-1-Weltmeister wurde, Chefmechaniker war. Später stieg er zum Cheftechniker auf, während sein Bruder Nick ein Geschäft für Motorsportersatzteile in der Nähe des Brands Hatch Circuit eröffnete. Nick wurde 1990 ermordet.
Zur Saison 1988 wurde Whiting Technischer Vertreter der Formel 1 und 1997 wurde er zum Renndirektor und Sicherheitsbeauftragten der FIA ernannt.
Whiting starb am Donnerstag vor dem Großen Preis von Australien 2019 an einer Lungenembolie.

## Großer Preis der USA 2005
Während des Großen Preises der USA 2005 war er an einer Kontroverse beteiligt, als keiner der Reifen, die Michelin nach Indianapolis gebracht hatte, sicher zu nutzen war. Der französische Reifenhersteller war nicht in der Lage, neue Reifen zu produzieren, um die unsicheren Reifen seiner sieben Kunden zu ersetzen. Man bat Whiting stattdessen, eine neue Schikane in Kurve 13 des Indianapolis Motor Speedway errichten zu lassen. Er verweigerte dies mit der Begründung, dass es unfair gegenüber den anderen Teams sei, die in der Lage seien, die bestehende Strecke sicher zu befahren.